# Amphioplus suspectus
Amphioplus suspectus är en ormstjärneart som beskrevs av Madsen 1970. Amphioplus suspectus ingår i släktet Amphioplus och familjen trådormstjärnor. Inga underarter finns listade i Catalogue of Life.